# Tsunagi
Tsunagi (津奈木町?, Tsunagi-machi) è una cittadina giapponese della prefettura di Kumamoto.